# ニッケル系一次電池
ニッケル系一次電池（ニッケルけいいちじでんち）はニッケル・水素蓄電池とアルカリマンガン乾電池の技術を応用して作られた一次電池。「ニッケルマンガン電池」「オキシ水酸化ニッケル電池」とも称する。

## 概要
基本的な構成はアルカリマンガン乾電池（以下アルカリ乾電池）に似ている。正極において、アルカリ乾電池と同じ黒鉛と二酸化マンガンに加えてオキシ水酸化ニッケルを使用している。他、負極には亜鉛、電解液には水酸化カリウムを用いるのはアルカリ乾電池と同じである。高負荷に強く、電圧が長期間安定して供給され、低温下でも性能が落ちない等の特徴がある。
かつては松下電器、東芝電池、ソニーから発売され、一般に市販されていた。
- 東芝電池（品番ZR6G）では「Giga Energy（ギガエナジー）」というブランド名で2002年より発売していたが2007年2月をもって製造を中止した。
- 松下電器（品番ZR6D）では「ニッケルマンガン電池」として発売していたが、低電圧特性を改善した改良型をオキシライド乾電池と大々的に銘打って売り出すために、旧製品は一斉に入れ替えがおこなわれ消滅した。
- ソニー（品番ZR6DC）

これらが消滅した後は、性能的に近いものは円筒型リチウム電池のみとなっている。

## 電圧
- 公称電圧:1.5V
- 初期電圧:1.7V
- 終止電圧:約1V